# بنك التنمية الصناعية (مصر)
ترجع نشأة بنك التنمية الصناعية المصرى إلى عام 1947، حين صدر القانون رقم 131 لسنة 1947 بالترخيص للحكومة بإنشاء «البنك الصناعي» كشركة مساهمة مصرية برأسمال 1.5 مليون جنيه مصري وذلك بهدف تمويل القطاع الخاص الصناعي، في عام 1971 تم دمج البنك في بنك الإسكندرية كإدارة متخصصة لتمويل وحدات الإنتاج الصناعي والحرفي، أطلق عليها أسم «جهاز تمويل الحرفيين».
مع بداية سياسة الانفتاح الاقتصادي وتقديرا من الدولة لأهمية استقلال البنك في أداء رسالته، أعيد تأسيسه في عام 1976 كبنك متخصص برأسمال 10 ملايين جنيه.
نتيجة لتطور وتنوع نشاط البنك خلال العقود الثلاث الماضية، وحتى يتمكن من القيام بالمهام الموكلة إليه من تمويل وتنمية المشروعات الصناعية متوسطة وصغيرة الحجم، تم زيادة رأسمال البنك عدة مرات - آخرها عام 2003 - ليصبح رأس المال المرخص به مليار جنيه والمصدر والمدفوع 500 مليون جنيه مصري.
وبهدف خلق كيان مصرفي اقوى وأكثر قدرة على المنافسة وعلى تنويع وتوصيل خدماته المصرفية للمستثمرين الصناعيين في مختلف المناطق الجغرافية، تم دمج بنك العمال المصري في بنك التنمية الصناعية المصري في أول نوفمبر 2008، وتعديل الاسم إلى بنك التنمية الصناعية والعمال المصري.
في سبتمبر 2018 وافق البنك المركزي على تغيير الاسم التجاري للبنك من «بنك التنمية الصناعية والعمال» إلى «بنك التنمية الصناعية»

## المساهمون
تتوزع نسبة المساهمين في البنك كالتالي:
- بنك مصر (85.04%).
- قطاع خاص (12.3 %)
- قطاع عام (3.3 %).

## وظائف البنك
- وفي اطار الخطة المتكاملة لتطوير البنك خلال الخمس سنوات القادمة والتي ترتكز على الانتشار الجغرافى لفروعه في جميع أنحاء الجمهورية وتقديم خدمات مصرفية شاملة وتوفير قروض أكثر للافراد لأغراض تنموية، قام البنك في أول أكتوبر 2018 بتعديل اسمه إلى «بنك التنمية الصناعية»
- وإيماناً من الدولة بأهمية القطاع الصناعي كقاطرة لتنشيط الاقتصاد وتركيزاً على تشجيع المشروعات الصناعية متوسطة وصغيرة الحجم كأداة لزيادة الإنتاجية بهدف توجيهها للتصدير بالإضافة إلى كونها أفضل السبل لامتصاص البطالة، تحظى هذه المشروعات بأولوية البنك في التمويل الملائم وإتاحة خدماته الفنية والإدارية وذلك من منطلق تحقيق العديد من الأهداف أهمها أحداث تنمية إقليمية متوازنة خاصة في المناطق الأقل نموا ومنها محافظات جنوب الوادي، بالإضافة إلى تحديث القاعدة الصناعية للمشروعات الصناعية متوسطة وصغيرة الحجم.
- ويقدم البنك أوعية ادخارية متعددة المزايا بالجنيه المصري وبالعملات الأجنبية من أجل توفير تمويل يلائم احتياجات المشروعات الصناعية.
- وتشجيعاً وتعاوناً من البنك للمشروعات الصناعية ذات الطبيعة الخاصة (عالية التكنولوجيا، إنتاج موجه للتصدير، منتج ذو طبيعة خاصة) يقوم البنك بدراسة كافة البدائل للاستثمار والمشاركة المباشرة في رؤوس أموال بعض من هذه المشروعات وذلك من خلال آليات وشروط محددة (الإدارة، مدة الاستثمار، وسيلة التخارج....).
- وتحقيقاً لمبدأ الفكر المتطور، يقدم البنك خدماته في مجال تقييم المشروعات الصناعية وإعداد دراسات الجدوى الاقتصادية وكذلك الهندسة المالية للشركات القائمة وذلك من خلال إدارات وكوادر مدربة ذات فنيات عالية، كما يقدم البنك خدماته في مجالات الاكتتاب وتأسيس الشركات، تقييم الأصول وكذلك البيع الودي للأصول التي يمتلكها عملاؤه نيابة عنهم.
- يقدم البنك خدمات إليكترونية من خلال موقعه على شبكة الإنترنت تشمل إصدار تعليمات للبنك مثل طلب كشف حساب وإصدار دفتر شيكات وتقديم طلب للحصول على تمويل لشراء آلات وتسهيل شراء خامات.
- وحرصاً من البنك على نجاح عملائه، يقوم البنك بمتابعة المشروعات الممولة منه وذلك للوقوف على أية انحرافات في التكلفة الاستثمارية أو البرنامج الزمني للتنفيذ ومعالجة أية اختناقات فنية أو مالية أو إدارية أثناء التشغيل بما يتناسب وظروف كل مشروع على حدة. فالفكر الجديد لبنك التنمية الصناعية والعمال المصري هو المشاركة والمتابعة الفعّالة والدائمة (مالياً وفنياً وإدارياً) مع عملائه حتى لا يواجهوا شبح التعثر والفشل. ومن هذا الفكر، يعاون البنك عملائه في تسويق وتصريف منتجاتهم وذلك من خلال اشتراكه بالمعارض.
- وحتى يتمكن بنك التنمية الصناعية من القيام بواجبه في تنمية الصناعة الوطنية يتعامل مع شبكة واسعة من المراسلين بالداخل والخارج كما قام بالتركيز عند إنشاء فروعه - والتي سيتم زيادتها خلال الأعوام القادمة - على المدن الصناعية سواء القائمة أو الجديدة وذلك تشجيعاً لعملائه للخروج من المدن المزدحمة حفاظاً على البيئة.

## رؤية البنك
- تمويل كافة الانشطة الاقتصادية والقيام بجميع الأعمال المصرفية اللازمة لها مع إعطاء الأولوية للاستثمار الصناعي.
- تمويل الصناعات الصغيرة والمتوسطة وتوفير الدعم المالي والفني لها تحقيقا لعدة أهداف أهمها خفض مستوى البطالة وزيادة مستوى المعيشة بالإضافة إلى ما تتمتع به هذه الصناعات من خصائص وإمكانيات تجعلها ركيزة مناسبة للتوسع والتنوع الصناعي، كما تعد من الصناعات المغذية التي تزود الصناعات المتوسطة والكبيرة بالمدخلات وتستخدم منتجاتها.
- المساهمة في تعديل خريطة التوطن الصناعي وتشجيع الانتشار الجغرافي للمشروعات كوسيلة لإحداث تنمية جغرافية متوازنة خاصة في المناطق الأقل نموا ومنها محافظات الصعيد.
- توفير التمويل اللازم للأنشطة الاقتصادية المختلفة خاصة الصناعية بما يسمح لها بزيادة مساهمتها في الدخل القومي وزيادة قيمة الصادرات الصناعية.

## مهـام البنك
- تطوير وتحديث الخدمات المصرفية لكافة الأنشطة الاقتصادية وخاصة المرتبطة بالمشروعات الصناعية.
- تمويل الأنشطة الاقتصادية المختلفة خاصة الاستثمار الصناعى من خلال تقديم القروض والتسهيلات الائتمانية للمشروعات بآجال مختلفة ولأغراض مختلفة (مشروع جديد - إحلال – توسع وتطوير – تمويل استثمار عامل).
- تمويل المشروعات الصغيرة للشباب بالاتفاق مع الصندوق الاجتماعي للتنمية.
- متابعة وتسويق المشروعات الممولة من البنك للوقوف على أية انحرافات في التكلفة الاستثمارية أو البرنامج الزمني للتنفيذ ومعالجة أية اختناقات فنية أو مالية أو ادارية أثناء التشغيل بما يتناسب وظروف كل مشروع على حدة.
- بحث وتنمية فرص الاستثمار والمشاركة المباشرة في رؤوس أموال بعض المشروعات الاستثمارية أو الترويج لفرص الاستثمار المتاحة.
- إتاحة الدعم الفني والتقني للمشروعات وذلك من خلال إعداد دراسات الجدوى الاقتصادية وكذلك الهندسة المالية للشركات القائمة.
- القيام بإجراءات الاكتتاب وتأسيس الشركات والبيع الودي لأصول يمتلكها عمـلاء البنك.
- معاونة العملاء في تسويق منتجاتهم من خلال اشتراكه بالمعارض.

## أهـداف البنك
- توفير موارد مالية بشروط ملائمة لاحتياجات الأنشطة الاقتصادية خاصة الصناعية من مصادر تمويل محلية ودولية.
- توفير التمويل المناسب والمعونة الفنية والتسويقية لكافة عملاء البنك لتدعيم موقفهم المالي ومساعدتهم على النمو ومواكبة التطورات الصناعية وزيادة القدرة التنافسية بالداخل والخارج.

## مفاهيم البنك
- العمل سوياً جنباً إلى جنب مع عملاءنا ليس فقط من الناحية التمويلية ولكن كشركاء معهم ومعاونتهم في وقت الحاجة للوصول بهم إلى الأهداف المنشودة وتحقيق أعلى عائد لهم.

هذه الرؤية والأهداف تتم من خلال فروع البنك المنتشرة في مختلف مناطق الجمهورية، والشبكة الواسعة من مراسلينا سواء بالداخل أو بالخارج.

## وصلات خارجية
- بنك التنمية الصناعية